# Elezioni generali nel Regno Unito del 1945
Le elezioni generali nel Regno Unito del 1945 si tennero il 5 luglio; in alcuni collegi ebbero luogo il 12 luglio e il 19 luglio, in ragione della coincidenza con alcune festività locali. I risultati furono conteggiati e dichiarati il 26 luglio, in parte a causa del tempo necessario al trasporto delle schede di coloro che prestavano servizio oltremare. Il risultato elettorale fu una vera e propria sorpresa, dato che Churchill, pur presentandosi come colui che aveva contribuito a salvare l'Europa dal nazismo, tuttavia non aveva colto i tumultuosi cambiamenti avvenuti nella società britannica tra gli anni trenta e la fine del secondo conflitto mondiale.
Il Partito Conservatore fu ritenuto il principale responsabile della crisi economica e dell'appeasement tra il Regno Unito e la Germania. Il clima elettorale si fece particolarmente acceso quando Churchill iniziò a pronosticare una nuova Gestapo e una forte limitazione delle libertà individuali con un'affermazione del Partito Laburista. Le elezioni si risolsero in un'inattesa vittoria del Partito Laburista di Clement Attlee sul Partito Conservatore di Winston Churchill, consentendo ai laburisti di formare il loro primo governo di maggioranza e dando loro un mandato per realizzare le riforme del dopoguerra. Il passaggio del 12% di voti dai conservatori ai laburisti rimane la maggiore oscillazione elettorale mai registrata in un'elezione generale del Regno Unito.

## Risultati
| Liste  | Liste                      | Voti       | %      | Variazione % | Seggi | Variazione seggi |
| ------ | -------------------------- | ---------- | ------ | ------------ | ----- | ---------------- |
|        | Laburista                  | 11.967.746 | 47,7%  | 11,7%        | 393   | 239              |
|        | Conservatore               | 8.716.211  | 36,2%  | 11,6%        | 197   | 190              |
|        | Liberale                   | 2.177.938  | 9,0%   | 2,3%         | 12    | 9                |
|        | Liberale Nazionale         | 686.652    | 2,9%   | 0,8%         | 11    | 22               |
|        | Indipendenti               | 133.191    | 0,6    |              | 6     | 6                |
|        | Nazionali                  | 130.513    | 0,5%   |              | 2     | 1                |
|        | Common Wealth              | 110.634    | 0,5%   |              | 1     | 1                |
|        | Comunista                  | 97.945     | 0,4%   |              | 2     | 1                |
|        | Nazionalisti               | 92.819     | 0,4%   |              | 2     | 0                |
|        | Nazionalisti Indipendenti  | 65.171     | 0,3%   |              | 2     | 0                |
|        | Laburisti Indipendenti     | 63.135     | 0,3%   |              | 2     | 0                |
|        | Conservatori Indipendenti  | 57.823     | 0,2%   |              | 2     | 2                |
|        | Laburista Indipendente     | 46.769     | 0,3%   |              | 1     | 1                |
|        | Progressisti Indipendenti  | 35.072     | 0,1%   |              | 1     | 1                |
|        | Liberali Indipendenti      | 30.450     | 0,1%   |              | 2     | 2                |
|        | Nazionale Scozzese         | 26.707     | 0,1%   |              | 0     | 0                |
|        | Plaid Cymru                | 16.017     | 0,0%   |              | 0     | 0                |
|        | Laburisti del Commonwealth | 14.096     | 0,0%   |              | 0     | 0                |
|        | Nazionalisti Indipendenti  | 5.430      | 0,0%   |              | 0     | 0                |
|        | Protestanti di Liverpool   | 2.601      | 0,0%   |              | 0     | 0                |
|        | Pacifisti Cristiani        | 2.381      | 0,0%   |              | 0     | 0                |
|        | Democratici                | 1.809      | 0,0%   |              | 0     | 0                |
|        | Agricoltori                | 1.068      | 0,0%   |              | 0     | 0                |
|        | Socialista                 | 472        | 0,0%   |              | 0     | 0                |
| Totale | Totale                     | 24.073.025 | 100,00 |              | 640   |                  |

|                    |                    |  |       |       |
| ------------------ | ------------------ |  | ----- | ----- |
| Laburisti          | Laburisti          |  | 47,7% | 47,7% |
| Conservatori       | Conservatori       |  | 36,2% | 36,2% |
| Liberali           | Liberali           |  | 9,0%  | 9,0%  |
| Liberali Nazionali | Liberali Nazionali |  | 2,9%  | 2,9%  |
| Altri              | Altri              |  | 4,2%  | 4,2%  |

|                    |                    |  |       |       |
| ------------------ | ------------------ |  | ----- | ----- |
| Laburisti          | Laburisti          |  | 61,4% | 61,4% |
| Conservatori       | Conservatori       |  | 30,8% | 30,8% |
| Liberali           | Liberali           |  | 1,9%  | 1,9%  |
| Liberali Nazionali | Liberali Nazionali |  | 1,2%  | 1,2%  |
| Altri              | Altri              |  | 4,7%  | 4,7%  |